# クディリ王国

クディリ王国

クディリ王国の版図

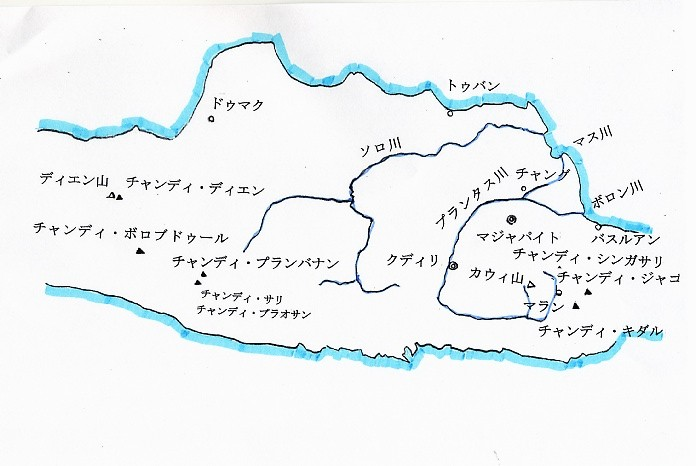
ジャワ中部及び東部の遺跡、地名位置図

クディリ王国（クディリおうこく、Kerajaan Kediri）、クディリ朝（クディリちょう）は、10世紀初頭まで続いた古マタラム王国以後、13世紀のシンガサリ朝以前にインドネシアのジャワ島東部に繁栄していたヒンドゥー教を奉ずる古代王朝で、広義には、古マタラム王国のダクサ王の子孫とされるイサナ家のムプ＝シンドク王（位929年 - 947年）がジャワ東部のスメル山とウィリス山の間のワトゥガル地方に本拠地を移してから、1222年にシンガサリ朝を建てたケン＝アンロクによって滅ぼされるまでの時期区分をさし、狭義には、アイルランガ（エルランガ）王（位1019年 - 49年）が自らの王国をジャンガラ王国とパンジャル王国に分割したうち、クディリに都したパンジャル王国をクディリ王国、クディリ朝と呼ぶ。しかし通常日本では、前者の時期区分でクディリ朝の時代を捉えるため、本稿でもそのように扱う。

## クディリ王国（イサナ朝）の建国と挫折
中部ジャワから東部ジャワに権力の重心が移ったことについては、火山噴火などの自然災害や疫病などという説が唱えられてきた。しかし、イサナ家が東部ジャワ在地の王朝か古マタラム王国の血統を引く王朝かにかかわらず、ジャワ海に直接つながるプランタス川流域の豊かな生産力と南シナ海とインド洋を結ぶ海上交易を行ううえで中部ジャワより地理的に有利であることを重視して、東部ジャワを王朝の本拠に選んだということである。なお、ムプ＝シンドクは、古マタラム王国のトゥロドン王（位919年 - 924年）のときに、ラクリャン・マハマントリ・イ・ハルの職にあり、最後のワワ王（位924年 - 929年）のときにラクリャン・マハマントリ・イ・ヒノといういずれも本来は、次の王になるべき王子たちが勤める職に任じられていた。また、ワワ王の女婿であったため、王位につくことができたと考えられる。ムプ＝シンドクの治世は、平和であって、彼自身はヒンドゥー教を奉じていたが、他宗教にも寛容であり、タントラ仏教の書物を作らせたり、聖地としての寺院の建築をさせて、土地税を免除したりする政策を採った。ムプ＝シンドクの後は、娘のシュリー・イサナトゥンガヴィジャヤが後を継ぎ、彼女の夫ロカパラ王との子、マクサワンサワルダナがさらにその後を継いだ。マクサワンサワルダナには、娘のマヘンドラダッタと息子か女婿のダルマヴァンシャがいた。マヘンドラダッタは、バリ王ウダヤナに嫁ぎ、ダルマヴァンシャ（位991年 - 1016年）が後を継いだ。ダルマヴァンシャは、即位後間もない時期にマレー、スマトラ方面へ出兵し、シュリーヴォジャヤの勢力圏を一時的に支配することに成功したが、地方領主の一人ウラウリ王の反乱によって殺害された。それは、彼の娘とその婿アイルランガの結婚式のときだったと伝えられる。

## アイルランガ王による王国再建
アイルランガとその后はいのちからがら難を逃れて、1019年、イサナ王朝を継ぐ者として王位に就いたが、当初彼の勢力範囲は、プランタス川河口付近とバスルハン付近に限られるせまいものであった。しかし、1028年から体制をたてなおして彼の義父の王国を再建する事業にとりかかり、1037年にジャワ東部の統一事業を完成した。そして王都をカフリパンに遷した。この王都は、プランタス河口付近にあったと思われるが正確な位置は不明である。アイルランガ王は、1041年、プチャンガンにプラサスティ（王の勅令などを刻んだ石碑のこと。しばしば「刻文」と訳される。）を建て、自分がシンドク王のイサナ家を継ぐものであって、シンドク王や義父ダルマヴァンシャ王がなしえなかったジャワ東部に本拠を置く統一王権を確立したことを刻ませた。
アイルランガ王は、東部ジャワ統一事業をすすめるとともにプランタス川の農業開発にからんだ治水事業と海外交易の振興を行った。プランタス川下流のワリンギン・サプタに堤防や池を築かせたことが、1037年に刻まれたカマラギャンのプラサスティにみることができる。この堤防によって、洪水が防がれて、生産力の増大に寄与するだけでなく、商人たちの物資運搬にも貢献し、一石二鳥であった。アイルランガ王は、海外交易に強い関心をもっていたが重点を置いていたのは、インドとの交易だったようである。またアイルランガ王は、文芸の保護し、彼の治世の代表作として『アルシュナウィワーハ』すなわち、「アルシュナの婚礼」と呼ばれるカカウィンという形式の古ジャワ語による叙事詩が知られている。王は、晩年に王位継承争いを防ぐために王国をプランタス川河口付近を支配するジャンガラ王国と内陸のクディリに都を置くパンジャル王国に分割し、妾との間の二人の息子に継承させた。その年代については1049年以前とする説と、年代記『デーシャワルナナ』の新写本の1052年とする説がある。

## パンジャル王国とジャンガラ王国の抗争
アイルランガの死後、パンジャル王国の君主になったのは、シュリー・サマラヴィジャヤであったが、ジャンガラ王国のマパンジュ・ガラサカンによって打ち負かされた可能性があると考えられている。ジャンガラ王国には、ガラサカン王をはじめとして三代の王名がプラサスティから確認できるがパンジャル王国にはそれに対応するプラサスティがないこともそれに関連しているのかもしれない。ただ一方で、パンジャル王マハンジ・アラジュン・アーイエス王がジャンガラ王国を屈服させたことも記録に残っているため、両王国が一定期間抗争していた事実はあったようである。その後の史料は、1117年のパンジャル王国の記述までしばらく空白期間となる。1117年に即位したのは、狭義のクディリ王国の初代の君主バーメーシュワラ（位1117年 - 30年）である。バーメーシュワラを継いだのは、ジャヤバヤともジョヨボヨ（位1135年 - 57年）とも呼ばれる王で、傑出した人物だったとされるが、知られているのは、彼の治世の末年に詩人ムプ＝セダーとムプ＝パヌルによって『バラッダユダ』というカカウィン作品が書かれたことである。この作品は、兄弟の家系であるバンダワ家とクラワ家の争いを描いた一種の叙事詩で、ジャンガル王国とパンジャル王国の兄弟国争いを喩えた作品ともとらえられる。その後、整備された官僚制と軍隊を持ち、胡椒などの交易品によってクディリ王国は繁栄したが、1222年、クディリ王クルタジャヤは、討伐軍を率いてカウイ山の東側のトゥマペルを本拠としたケン・アンロクとガンテル村で戦った結果、精強なトゥマペル軍によって打ち破られて滅ぼされ、シンガサリ王国に代られた。

## クディリ王国の官制と経済
クディリ王国の官制は、王を補佐する三人のラクリャーン・マハマントリでこれは王子や姻族などの重要人物が就いた。その下にタンダ・ラクリャーン・リン・パキラキランと呼ばれる官僚集団がいて、ラクリャーンの称号を持つ世俗的な職務に就く者とサムグットと呼ばれる宗教的な職務に就く者に区分された。中国側の文献である『諸蕃志』には、ラクリャーン・マハマントリを副王と位置づけ、ラクリャーンの称号をもつ者を「落佶連」と表記し、サムグットを「司馬傑」と記載したようである。また『宋史』巻489には、官吏が300人以上いて、文書事務や財務を行ったこと、そしてその下に下級官吏が1000人近くいて、首都や灌漑の池、国庫や米庫などのインフラ管理や軍隊に関する事務を行って、指揮官クラスには、半年ごとに金十両、兵士たちにも半年ごとに金で給与が支給されたことが記載されている。また、1235年のジャヤバヤ（ジョヨボヨ）王のハンタンのプラサスティには、射手、槍持ち、斧持ち、象乗り、馬乗りなどの兵士の職務が刻まれているのを読むことができ、『諸蕃志』の記述とともにクディリには、常備軍があったことを示唆している。
クディリ王国の経済は、海外交易によるところが大きかった。『諸蕃志』には、ジャワの輸出品として、象牙、サイの角、真珠、龍脳、白檀などの香木、ウイキョウ、チョウジ、ニクズク、ヒッチョウカと呼ばれる胡椒の一種、クリスと呼ばれる短剣の一種、胡椒そのもの、硫黄、紅花、白オウム、刺繍糸、綿、綾布などがあったとされ、これらは、モルッカ諸島のチョウジやチモール島の白檀などクディリの属国だった地域が産地であったものが含まれている。中国の商船の目当ては胡椒であった。一方で中国からは、金や銀の皿や漆器、青磁、白磁などの什器類、染色や手工業生産に用いる辰砂、ミョウバン、硫化砒素などの薬品類が輸入された。また、独自貨幣をもってはいたものの、宋銭が大量に国内に持ち込まれたことで、クディリ国内の貨幣経済も発達させた。

## クディリ王国歴代君主（12世紀以降）
1. バーメーシュワラ（位1117年 - 1130年）
2. ジャヤバヤ又はジョヨボヨ（位1135年 - 1157年）
3. サルウエーシュワラ（位1159年 - 1161年）
4. アルエーシュワラ（位1169年 - 1171年）
5. クローンチャールヤーディバ又は別名ガンドラ（位1181年）
6. カーメーシュワラ（位1182年 - 1185年）
7. クルタジャヤまたはシュリンガ、サルウエーシュワラ2世（位1194年 - 1222年）

## 系図

### 王国初期
|  |  |                                                     |                                                     |                                                     |                                                     |                                                     |                                                     |               |               |                                     |                                     |                                     |                                     | 古マタラム王国 サンジャヤ朝         |                                     |                    |                    |                                    |                                    |                                    |                                    |                                    |                                    |  |  |  |  |
|  |  |                                                     |                                                     |                                                     |                                                     |                                                     |                                                     |               |               |                                     |                                     |                                     |                                     |                                     |                                     |                    |                    |                                    |                                    |                                    |                                    |                                    |                                    |  |  |  |  |
|  |  |                                                     |                                                     |                                                     |                                                     |                                                     |                                                     |               |               |                                     |                                     |                                     |                                     | ラカイ・ワワ マタラム王             |                                     |                    |                    |                                    |                                    |                                    |                                    |                                    |                                    |  |  |  |  |
|  |  |                                                     |                                                     |                                                     |                                                     |                                                     |                                                     |               |               |                                     |                                     |                                     |                                     |                                     |                                     |                    |                    |                                    |                                    |                                    |                                    |                                    |                                    |  |  |  |  |
|  |  |                                                     |                                                     |                                                     |                                                     | シンドク1                                           | シンドク1                                           | シンドク1     | シンドク1     | シンドク1                           | シンドク1                           |                                     |                                     | スリ・パラムスワリ                  | スリ・パラムスワリ                  | スリ・パラムスワリ | スリ・パラムスワリ | スリ・パラムスワリ                 | スリ・パラムスワリ                 |                                    |                                    |                                    |                                    |  |  |  |  |
|  |  |                                                     |                                                     |                                                     |                                                     | シンドク1                                           | シンドク1                                           | シンドク1     | シンドク1     | シンドク1                           | シンドク1                           |                                     |                                     | スリ・パラムスワリ                  | スリ・パラムスワリ                  | スリ・パラムスワリ | スリ・パラムスワリ | スリ・パラムスワリ                 | スリ・パラムスワリ                 |                                    |                                    |                                    |                                    |  |  |  |  |
|  |  |                                                     |                                                     |                                                     |                                                     |                                                     |                                                     |               |               |                                     |                                     |                                     |                                     |                                     |                                     |                    |                    |                                    |                                    |                                    |                                    |                                    |                                    |  |  |  |  |
|  |  |                                                     |                                                     |                                                     |                                                     |                                                     |                                                     |               |               | トゥンガウィジャヤ2                 | トゥンガウィジャヤ2                 | トゥンガウィジャヤ2                 | トゥンガウィジャヤ2                 | トゥンガウィジャヤ2                 | トゥンガウィジャヤ2                 |                    |                    | ロカパラ2                          | ロカパラ2                          | ロカパラ2                          | ロカパラ2                          | ロカパラ2                          | ロカパラ2                          |  |  |  |  |
|  |  |                                                     |                                                     |                                                     |                                                     |                                                     |                                                     |               |               | トゥンガウィジャヤ2                 | トゥンガウィジャヤ2                 | トゥンガウィジャヤ2                 | トゥンガウィジャヤ2                 | トゥンガウィジャヤ2                 | トゥンガウィジャヤ2                 |                    |                    | ロカパラ2                          | ロカパラ2                          | ロカパラ2                          | ロカパラ2                          | ロカパラ2                          | ロカパラ2                          |  |  |  |  |
|  |  |                                                     |                                                     |                                                     |                                                     |                                                     |                                                     |               |               |                                     |                                     |                                     |                                     |                                     |                                     |                    |                    |                                    |                                    |                                    |                                    |                                    |                                    |  |  |  |  |
|  |  |                                                     |                                                     |                                                     |                                                     |                                                     |                                                     |               |               |                                     |                                     |                                     |                                     | マクタワンサ・ワルダナ3             |                                     |                    |                    |                                    |                                    |                                    |                                    |                                    |                                    |  |  |  |  |
|  |  |                                                     |                                                     |                                                     |                                                     |                                                     |                                                     |               |               |                                     |                                     |                                     |                                     |                                     |                                     |                    |                    |                                    |                                    |                                    |                                    |                                    |                                    |  |  |  |  |
|  |  |                                                     |                                                     |                                                     |                                                     |                                                     |                                                     |               |               |                                     |                                     |                                     |                                     |                                     |                                     |                    |                    |                                    |                                    |                                    |                                    |                                    |                                    |  |  |  |  |
|  |  | ウダヤナ バリ王                                     | ウダヤナ バリ王                                     | ウダヤナ バリ王                                     | ウダヤナ バリ王                                     | ウダヤナ バリ王                                     | ウダヤナ バリ王                                     |               |               | マヘンドラダッタ                    | マヘンドラダッタ                    | マヘンドラダッタ                    | マヘンドラダッタ                    | マヘンドラダッタ                    | マヘンドラダッタ                    |                    |                    | （子または女婿） ダルマヴァンシャ4 | （子または女婿） ダルマヴァンシャ4 | （子または女婿） ダルマヴァンシャ4 | （子または女婿） ダルマヴァンシャ4 | （子または女婿） ダルマヴァンシャ4 | （子または女婿） ダルマヴァンシャ4 |  |  |  |  |
|  |  | ウダヤナ バリ王                                     | ウダヤナ バリ王                                     | ウダヤナ バリ王                                     | ウダヤナ バリ王                                     | ウダヤナ バリ王                                     | ウダヤナ バリ王                                     |               |               | マヘンドラダッタ                    | マヘンドラダッタ                    | マヘンドラダッタ                    | マヘンドラダッタ                    | マヘンドラダッタ                    | マヘンドラダッタ                    |                    |                    | （子または女婿） ダルマヴァンシャ4 | （子または女婿） ダルマヴァンシャ4 | （子または女婿） ダルマヴァンシャ4 | （子または女婿） ダルマヴァンシャ4 | （子または女婿） ダルマヴァンシャ4 | （子または女婿） ダルマヴァンシャ4 |  |  |  |  |
|  |  |                                                     |                                                     |                                                     |                                                     |                                                     |                                                     |               |               |                                     |                                     |                                     |                                     |                                     |                                     |                    |                    |                                    |                                    |                                    |                                    |                                    |                                    |  |  |  |  |
|  |  |                                                     |                                                     |                                                     |                                                     | アイルランガ5                                       | アイルランガ5                                       | アイルランガ5 | アイルランガ5 | アイルランガ5                       | アイルランガ5                       |                                     |                                     |                                     |                                     |                    |                    | 娘                                 | 娘                                 | 娘                                 | 娘                                 | 娘                                 | 娘                                 |  |  |  |  |
|  |  |                                                     |                                                     |                                                     |                                                     | アイルランガ5                                       | アイルランガ5                                       | アイルランガ5 | アイルランガ5 | アイルランガ5                       | アイルランガ5                       |                                     |                                     |                                     |                                     |                    |                    | 娘                                 | 娘                                 | 娘                                 | 娘                                 | 娘                                 | 娘                                 |  |  |  |  |
|  |  |                                                     |                                                     |                                                     |                                                     |                                                     |                                                     |               |               |                                     |                                     |                                     |                                     |                                     |                                     |                    |                    |                                    |                                    |                                    |                                    |                                    |                                    |  |  |  |  |
|  |  |                                                     |                                                     |                                                     |                                                     |                                                     |                                                     |               |               |                                     |                                     |                                     |                                     |                                     |                                     |                    |                    |                                    |                                    |                                    |                                    |                                    |                                    |  |  |  |  |
|  |  | シュリー・サマラヴィジャヤ パンジャル（クディリ）王 | シュリー・サマラヴィジャヤ パンジャル（クディリ）王 | シュリー・サマラヴィジャヤ パンジャル（クディリ）王 | シュリー・サマラヴィジャヤ パンジャル（クディリ）王 | シュリー・サマラヴィジャヤ パンジャル（クディリ）王 | シュリー・サマラヴィジャヤ パンジャル（クディリ）王 |               |               | マパンジュ・ガラサカン ジャンガラ王 | マパンジュ・ガラサカン ジャンガラ王 | マパンジュ・ガラサカン ジャンガラ王 | マパンジュ・ガラサカン ジャンガラ王 | マパンジュ・ガラサカン ジャンガラ王 | マパンジュ・ガラサカン ジャンガラ王 |                    |                    |                                    |                                    |                                    |                                    |                                    |                                    |  |  |  |  |